# Guadalupe Victoria, Natívitas
Guadalupe Victoria är en ort i Mexiko.   Den ligger i kommunen Natívitas och delstaten Tlaxcala, i den sydöstra delen av landet, 90 km öster om huvudstaden Mexico City. Guadalupe Victoria ligger 2 206 meter över havet och antalet invånare är 940.
Terrängen runt Guadalupe Victoria är huvudsakligen platt, men den allra närmaste omgivningen är kuperad. Runt Guadalupe Victoria är det tätbefolkat, med 709 invånare per kvadratkilometer. Närmaste större samhälle är Cholula, 19,0 km söder om Guadalupe Victoria. Omgivningarna runt Guadalupe Victoria är en mosaik av jordbruksmark och naturlig växtlighet.